# Zbigniew Lew-Starowicz

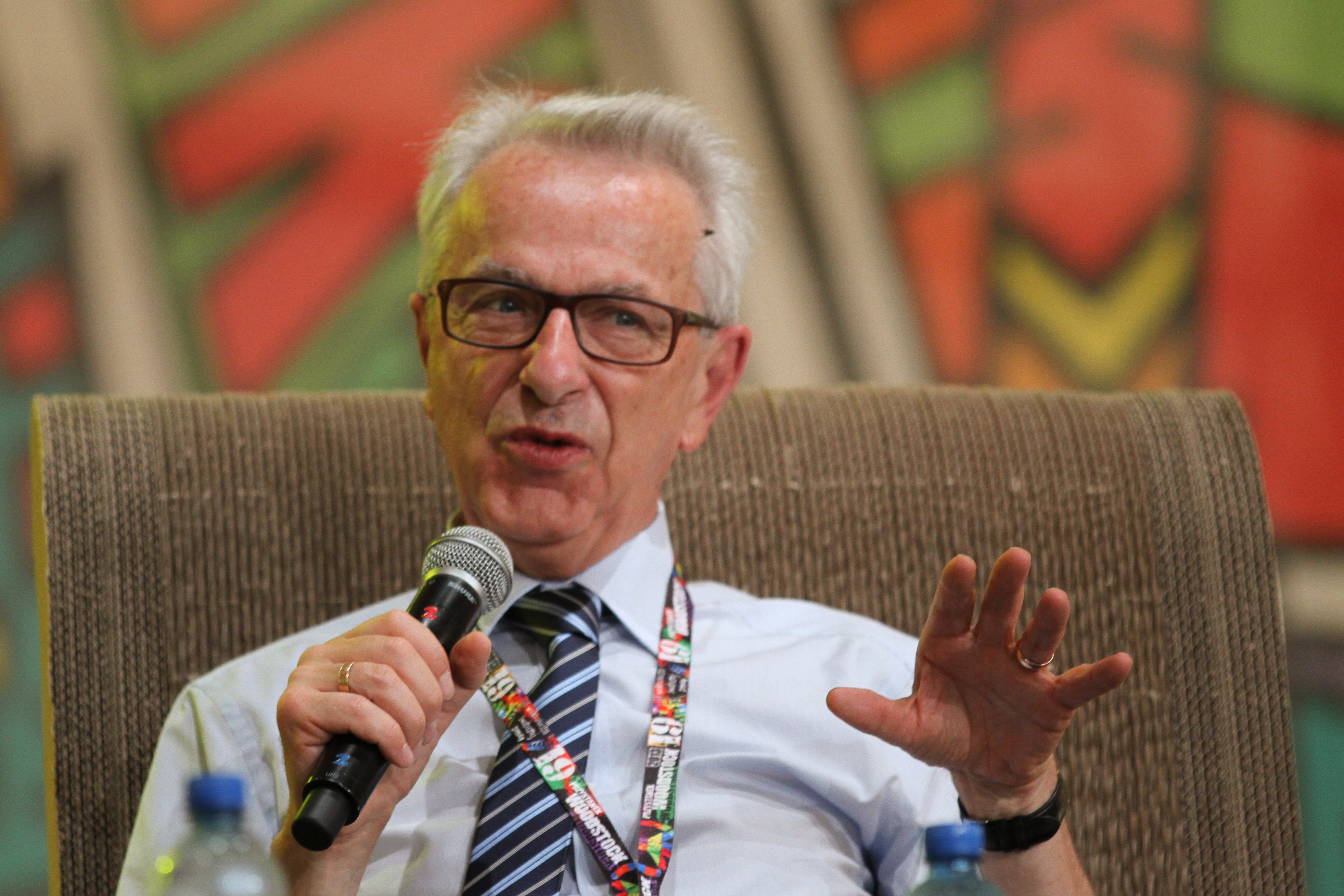
Zbigniew Lew-Starowicz auf der Haltestelle Woodstock 2013

Zbigniew Lew-Starowicz (* 25. Oktober 1943 in Schieratz; † vor oder am 13. September 2024) war ein polnischer Psychiater, Sexualforscher und Autor populärwissenschaftlicher Werke.

## Leben
1966 schloss er sein Medizinstudium an der Medizinischen Militärakademie in Łódź ab. 1981 promovierte er, 1986 habilitierte er sich. Ab 1995 war er außerordentlicher Professor an der Akademie für Leibeserziehung in Warschau.
Lew-Starowicz war Autor zahlreicher Arbeiten auf dem Gebiet der Psychiatrie, besonders der Sexualforschung. Seine populärwissenschaftlichen Arbeiten erfreuten sich in Polen und Russland großer Beliebtheit.
Lew-Starowicz sagte, dass er davon überzeugt sei, dass etwa 30 % der Vergewaltigungen provoziert werden. In seinen Werken behauptete er auch: „Forschungen zeigen, dass sich viele Frauen leichtsinnig, ich würde sagen dumm, verhalten; andere flirten und provozieren erotisch, ohne die Absicht, sexuellen Kontakt zu initiieren, und wieder andere provozieren Männer zu aggressivem Verhalten, indem sie mit männlichen Ambitionen spielen usw.“ und „Unter den Vergewaltigungsopfern gibt es: zufällige Frauen (wobei hier die defensive Haltung gegenüber den Angreifern wichtig ist), eine Gruppe von Frauen, die unbewusst provozieren (leichtes Knüpfen von Bekanntschaften, Zurschaustellen vermeintlicher sexueller Erfahrung und später Überraschung über den Verlauf der Situation), eine Gruppe von bewusst provozierenden Frauen, die meist provozieren und dann im letzten Moment versuchen, sich zurückzuziehen, was jedoch wirkungslos sein kann.“ Diese und ähnliche Behauptungen, die Frauen für Vergewaltigungen verantwortlich machten, wurden später kritisiert.
Zbigniew Lew-Starowicz praktizierte Konversionstherapie. Im Jahr 2015 entschuldigte er sich bei der schwulen Community für seine frühere Beteiligung an der Verabreichung von Elektroschocktherapien als Methode zur „Heilung“ von Homosexualität. Er wurde auch für seine veralteten Ansichten zu Transgender-Themen kritisiert.
Im Jahr 2009 verteidigte Lew-Starowicz Roman Polański und argumentierte, dass dieser kein Pädophiler sei. Dies stand im Zusammenhang mit dem Fall von 1977, in dem Polański sich des ungesetzlichen Geschlechtsverkehrs mit einer Minderjährigen schuldig bekannte. Polański hatte ein 13-jähriges Mädchen unter Drogen gesetzt und vergewaltigt. Während der Verhandlungen versuchte Polańskis Anwalt auch, der Mutter des Opfers die Schuld zu geben.

## Publikationen
- Seks w kulturach świata [Sex in den Weltkulturen]
- Seksuologia sądowa [Gerichtssexologie]
- Seks w religiach świata [Sex in den Weltreligionen]
- Kobieta i Eros [Frau und Eros]
- Przemoc seksualna [Sexuelle Gewalt]
- Leczenie nerwic seksualnych [Therapie sexueller Neurosen]
- Leczenie zaburzeń seksualnych [Therapie sexueller Störungen]
- Życie intymne niepełnosprawnych [Das intime Leben der Behinderten]
- Homoseksualizm [Homosexualität]
- Miłość i Seks. Słownik encyklopedyczny [Liebe und Sex. Enzyklopädisches Wörterbuch]